# Jules Évenou
Pour les articles homonymes, voir Evenou.
Jules Évenou (Pléguien, 12 juillet 1908 - Asnières-sur-Seine, 2 novembre 2002) est un militaire français, Compagnon de la Libération par décret du 31 décembre 1942. Officier de marine ayant servi sur différents bâtiments avant la guerre, il choisit en 1940 de rallier les Forces navales françaises libres et se distingue sur plusieurs théâtres d'opérations pendant la Seconde Guerre mondiale. Après le conflit, il continue sa carrière militaire et occupe de hautes fonctions au sein de la Marine nationale française jusqu'à ce qu'il soit versé dans la 2e section des officiers généraux, en 1969.

## Biographie

### Jeunesse et engagement
Jules Évenou naît le 12 juillet 1908 à Pléguien en Bretagne d'un père marin devenu par la suite agent administratif des affaires maritimes. Après avoir obtenu son baccalauréat, il part étudier à Rouen en classe de mathématiques spéciales afin de préparer son entrée à l'École navale qu'il intègre en octobre 1927. Enseigne de vaisseau de 2e classe à sa sortie de l'école en 1929, il est promu enseigne de vaisseau de 1re classe en 1931 puis lieutenant de vaisseau en 1937. Durant toute cette période, il est embarqué à bord de différents bâtiments de surface comme le torpilleur d'escadre l'Adroit, le croiseur cuirassé Edgard Quinet et le cuirassé  Provence ainsi qu'à bord des sous-marins de 1 200 tonnes Phoque et  du sous marin mouilleurs de mines Nautilus.

### Seconde Guerre mondiale
Embarqué sur le contre-torpilleur Tigre au début de la guerre, il est ensuite embarqué à bord du croiseur sous-marin Surcouf pendant la drôle de guerre. En juin 1940, il est envoyé à Cherbourg (Cherbourg-en-Cotentin seulement en 2016) où il est chargé de participer au réarmement du cuirassé Courbet qui avait été transformé en navire-école. Alors que les troupes alliées se replient devant l'avancée allemande, Jules Évenou et ses hommes parviennent à abattre un avion ennemi. Refusant la défaite, il reste à bord du Courbet qui quitte les côtes français à destination de l'Angleterre le 17 juin 1940. Débarqué à Portsmouth, Jules Évenou s'engage en août dans les Forces navales françaises libres et prend le commandement du contre-torpilleur Léopard avec lequel il escorte des convois dans l'Atlantique nord. Le 24 février 1941, son bâtiment sauve les 39 rescapés d'un cargo anglais coulé puis attaque à la grenade anti-sous-marine, un sous- marin allemand, réussissant probablement à le couler. Promu capitaine de corvette en juillet 1941, il est détaché à l'état-major des Forces navales françaises jusqu'en mars 1942 alors que le Léopard est en grand carénage. Rembarqué au début de juillet 1942, Évenou conduit le Léopard au large de Madère où, accompagné des bâtiments anglais HMS Pelican et HMS Spey, il parvient à couler le sous-marin allemand U-136.
Naviguant jusqu'à l'île Maurice, il en appareille le 27 novembre 1942 avec à son bord une unité de fusiliers marins commandés par Jean Cadéac d'Arbaud. Il a pour mission d'obtenir le ralliement de La Réunion à la France libre, il débarque les fusiliers marins sur l'île afin de neutraliser les fidèles du régime de Vichy. Après quelques combats, Jules Évenou fait entrer le Léopard dans le port de Saint-Pierre où il installe André Capagorry, envoyé du général de Gaulle, qui scelle le ralliement définitif de l'île et en devient le gouverneur.
Promu capitaine de frégate en avril 1943, Jules Évenou  navigue en Méditerranée, avec son bâtiment. Mais le 27 mai, le navire s'échoue devant Tobrouk. Le Léopard est irréparable. Affecté à l'état-major de la marine à Alger en juillet 1943, Jules Évenou prend la tête des forces navales à Madagascar en janvier 1944 et y reste jusqu'au printemps 1946.

### Après-guerre
Rentré en France, Jules Évenou est affecté à la direction du port militaire de Toulon et de Cherbourg entre 1946 et 1950, période durant laquelle il est promu capitaine de vaisseau. Nommé délégué régional de l'Action Sociale des Armées (ASA)  en 1950 puis directeur du port de Bizerte en 1951, il reprend à nouveau le commandement de la flotte de Madagascar en 1952 et commande la base de Diego-Suarez. Il retrouve le service à la mer en 1954 lorsqu'il est désigné commandant du croiseur Georges Leygues qu'il commande lors d'opérations de bombardement en Indochine. Nommé contre-amiral en 1956, il est major-général du port de Bizerte puis adjoint du chef d'état-major des forces alliées en Méditerranée. En 1958, il commande les forces maritimes du Pacifique puis est de retour en métropole en 1960 avec le grade de vice-amiral pour diriger la préfecture maritime de Cherbourg. Il est désigné à Paris en 1961 pour servir comme chef du cabinet militaire du premier ministre Michel Debré. Il prend rang et appellation de vice-amiral d'escadre en 1962 et commande les forces maritimes de l'Océan indien puis, en 1964, il est nommé préfet maritime, cette fois-ci de Toulon, étant de ce fait, le commandant de l'escadre de la Méditerranée. En 1967, il prend rang et appellation d'amiral et a la charge d'inspecteur général de la marine. Il est aussi membre du conseil supérieur de la marine. Atteint par la limite d'âge, l'amiral Evenou quitte le service actif pour être versé dans la 2e section des officiers généraux le 1er août 1969. Parallèlement à sa carrière militaire, il dirige comme président, l'institut français de navigation de 1968 à 1972. Jules Évenou s'est éteint le 2 novembre 2002 à Asnières-sur-Seine. Il repose dans son village natal de Pléguien.

## Décorations
|  |  |  |  |  |  |
|  |  |  |  |  |  |
|  |  |  |  |  |  |
|  |  |  |  |  |  |
|  |  |  |  |  |  |
|  |  |  |  |  |  |

| Grand Officier de la Légion d'Honneur                 | Grand Officier de la Légion d'Honneur           | Compagnon de la Libération                        | Compagnon de la Libération                        | Grand-Croix de l'Ordre national du Mérite                            | Grand-Croix de l'Ordre national du Mérite                            |
| Croix de Guerre 1939-1945                             | Croix de Guerre 1939-1945                       | Médaille de la Résistance française               | Médaille de la Résistance française               | Commandeur de l'Ordre du Mérite maritime                             | Commandeur de l'Ordre du Mérite maritime                             |
| Croix du combattant volontaire de la Résistance       | Croix du combattant volontaire de la Résistance | Médaille coloniale                                | Médaille coloniale                                | Médaille commémorative des services volontaires dans la France libre | Médaille commémorative des services volontaires dans la France libre |
| Grand Officier de l'Ordre du Nichan El Anouar         | Grand Officier de l'Ordre du Nichan El Anouar   | Commandeur de l'Ordre de l'Étoile d'Anjouan       | Commandeur de l'Ordre de l'Étoile d'Anjouan       | Grand-Croix du Mérite naval (Espagne)                                | Grand-Croix du Mérite naval (Espagne)                                |
| Grand Officier de l'Ordre Royal (Comores)             | Grand Officier de l'Ordre Royal (Comores)       | Commandeur de l'Ordre du Ouissam Alaouite (Maroc) | Commandeur de l'Ordre du Ouissam Alaouite (Maroc) | Commandeur de l'Ordre du Nichan Iftikhar (Tunisie)                   | Commandeur de l'Ordre du Nichan Iftikhar (Tunisie)                   |
| Commandeur de l'Ordre du Mérite (République du Congo) |                                                 |                                                   |                                                   |                                                                      |                                                                      |